# Stanisław Leśniewski (1886–1939)

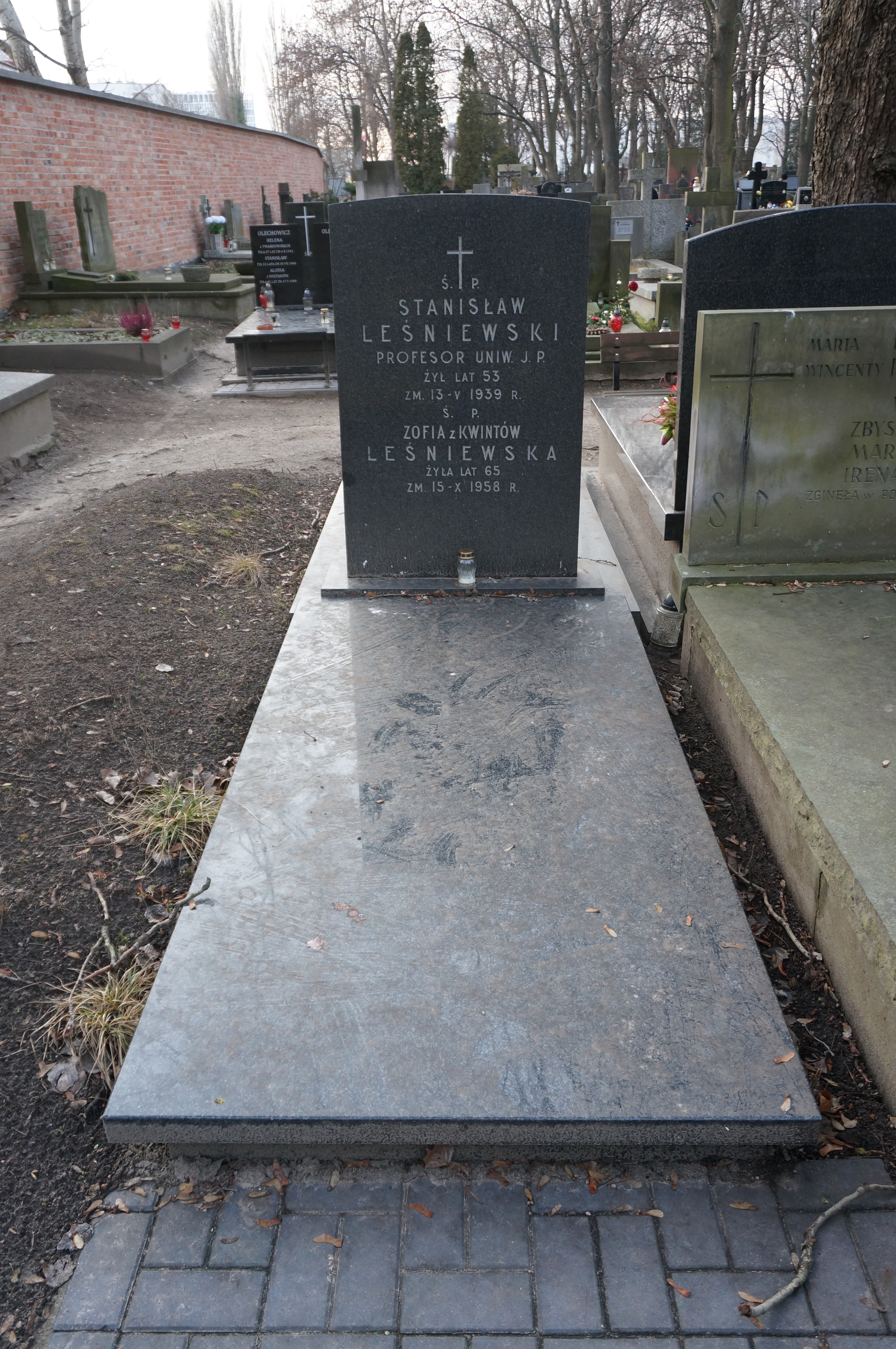
Grób Stanisława Leśniewskiego na cmentarzu Powązkowskim

Stanisław Leśniewski (ur. 28 marca lub 30 marca 1886 w Sierpuchowie, zm. 13 maja 1939 w Warszawie) – polski filozof i logik.

## Życiorys
Urodził się w 1886 w Sierpuchowie, około 100 km od Moskwy, w rodzinie inżyniera Izydora Leśniewskiego i Heleny Leśniewskiej z domu Paczewskiej. Ojciec pracował przy budowie kolei transsyberyjskiej, co zmuszało rodzinę do częstych przeprowadzek. Mimo to udało się Stanisławowi ukończyć szkołę realną w jednym z miast przy granicy z Mongolią. Gimnazjalne wykształcenie otrzymał w 1904 na Syberii w Irkucku, a na studia uniwersyteckie wyjechał do Lipska, Heidelbergu i w 1909 do  Monachium, gdzie uczestniczył w wykładach Hansa Corneliusa. Po studiach za granicą pojechał w 1911 do Lwowa, by zrobić doktorat na tamtejszym uniwersytecie, gdzie kierownikiem katedry filozofii był Kazimierz Twardowski. Uczęszczał tam też na wykłady Wacława Sierpińskiego. W 1912 na podstawie pracy Przyczynek do analizy zdań egzystencjalnych obronił stopień doktora filozofii. Podróżował następnie po Europie, odwiedzając wiele uniwersytetów i tworząc rozprawy traktujące o znaczeniu i prawdzie.
Po wybuchu I wojny światowej Leśniewski wyjechał do Rosji i do 1918 roku przebywał w Moskwie, pracując jako nauczyciel matematyki w polskim gimnazjum. W 1918 przeniósł się do Warszawy, został członkiem założonego w 1915 roku Warszawskiego Instytutu Filozoficznego i pomagał w wydawaniu czasopisma Fundamenta Mathematicae (sam wymyślił też nazwę).
Na przełomie 1918 i 1919 pracował w Departamencie Wyznań Religijnych i Szkolnictwa Wyższego Ministerstwa Edukacji. W tym samym czasie wynikły poważne problemy z jego habilitacją, spowodowane sprzeciwem Mścisława Wartenberga (żarliwego obrońcę metafizyki). Ostatecznie uzyskał w  habilitację, jednak nie we Lwowie, a w Warszawie.
Podczas wojny polsko-bolszewickiej pracował, jak wielu innych matematyków, nad łamaniem wrogich szyfrów. Zgłosił się na ochotnika po odezwie ogłoszonej 3 lipca 1920 roku przez Radę Obrony Państwa. por. Jan Kowalewski zatrudnił go, wraz z innymi matematykami: Stefanem Mazurkiewiczem i Wacławem Sierpińskim do pracy w utworzonej komórce kryptoanalizy przy Sztabie Generalnym Wojska Polskiego. Leśniewski doskonale znał rosyjski, a jego zainteresowania logiką matematyczną w szczególny sposób predestynowały go do pracy przy łamaniu rosyjskich szyfrów. Do końca wojny grupa ta złamała ponad 100 szyfrów, w tym wiele przez Leśniewskiego i odczytała kilka tysięcy bolszewickich szyfrogramów.
W 1919 został powołany na katedrę filozofii matematyki w Uniwersytecie Warszawskim na Wydziale Matematyczno-Przyrodniczym, gdzie pracował do końca życia. Miał jednego doktoranta, Alfreda Tarskiego, i żartobliwie chełpił się, że 100% jego doktorantów to geniusze. W 1936 Leśniewski został profesorem zwyczajnym. Zmarł trzy lata później, u szczytu swojej naukowej kariery, na raka tarczycy. Został pochowany na cmentarzu Powązkowskim (kwatera 339-5-5).

## Dorobek naukowy
Leśniewski należał do pierwszego pokolenia członków szkoły lwowsko-warszawskiej, założonej przez Twardowskiego. Razem z Alfredem Tarskim i Janem Łukasiewiczem tworzyli trio, dzięki któremu Uniwersytet Warszawski w okresie międzywojennym był prawdopodobnie najważniejszym ośrodkiem na świecie w zakresie logiki formalnej.

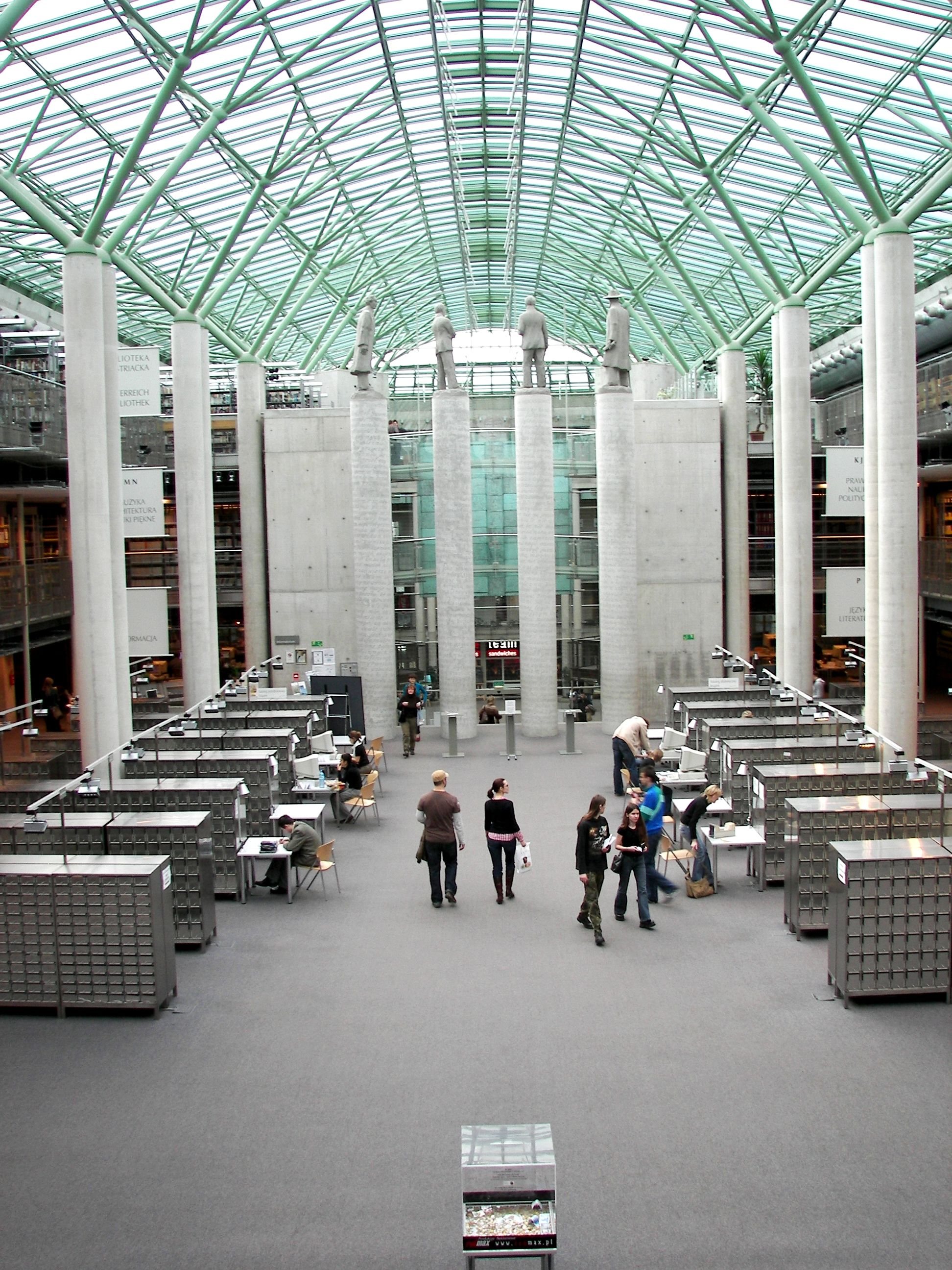
Biblioteka Uniwersytecka w Warszawie – przy wejściu znajdują się na kolumnach rzeźby filozofów filozoficznej szkoły lwowsko-warszawskiej: (od prawej do lewej) Kazimierz Twardowski, Jan Łukasiewicz, Alfred Tarski, Stanisław Leśniewski.

W latach 1912–1915 Leśniewski badał kwestie na styku logiki, gramatyki i psychologii, inspirowany myślą Franza Brentana i Edmunda Husserla. W odpowiedzi na antynomię Russella, paradoks dotyczący zbioru wszystkich zbiorów, które nie są swoimi własnymi elementami, Leśniewski podjął wyzwanie, aby znaleźć rozwiązanie tego problemu. Antynomia Russella była kluczowym problemem w logice i matematyce początku XX wieku. W 1913 roku Leśniewski opublikował artykuł Czy klasa klas, nie podporządkowanych sobie, jest podporządkowana sobie?, a następnie stworzył teorię mnogości bazującą na zbiorze kolektywnym (mereologicznym), którą przedstawił w Podstawy ogólnej teorii mnogości (1916).
W latach 1916–1939 Leśniewski skupił się na logice matematycznej, odrzucając wcześniejsze zainteresowania filozoficzne. Dążył do opracowania kompletnego systemu logiki jako podstawę matematyki, a nawet całej wiedzy.
Pierwsze prace z logiki Leśniewski pisał w języku potocznym, gdyż był nader sceptycznie ustosunkowany do języka symbolicznego używanego w logice (krytykował niejednoznaczności w Principia Mathematica). Później „nabrał zaufania” do języka symbolicznego, m.in. dzięki rozróżnieniu języka od metajęzyka oraz zauważeniu, że języka potocznego nie da się ujarzmić pod względem „logicznym”.
Jego prace obejmują stworzenie:
- rachunku zdań – prototetyki,
- rachunku nazw – ontologii Leśniewskiego,
- ogólnej teorii zbiorów – mereologii.

Wymienione systemy Leśniewskiego powstały w wyniku poszukiwań ugruntowania podstaw matematyki oraz w celu wyeliminowania antynomii z nauk dedukcyjnych. Systemy Leśniewskiego stanowią w logice wzór pod względem ścisłości i intuicyjności.
Leśniewski nie zdążył jednak doprowadzić swoich systemów do końca, jednak utworzył aksjomatyki dla poszczególnych części swojego systemu. Umarł przedwcześnie, a wedle rozpowszechnionego przekonania tylko on sam był zdolny do istotnej rozbudowy swoich systemów.
W dorobku Leśniewskiego szczególnie warto również wymienić opracowanie teorii kategorii semantycznych, wprowadzenie rozróżnienia poziomów języka (na język i metajęzyk) oraz rozróżnienie zbiorów w sensie dystrybutywnym i kolektywnym.
Leśniewski, mimo odejścia od filozofii, posiadał wyraźne poglądy filozoficzne: był nominalistą, odrzucając przedmioty abstrakcyjne. Był też radykalnym formalistą. W logice był przeciwnikiem konwencjonalizmu i relatywizmu, uważał, że tylko jego system poprawnie modeluje rzeczywistość i odrzucał logiki wielowartościowe, co przedstawił między innymi w artykule Czy prawda jest tylko wieczna, czy też wieczna i odwieczna?. Taki pogląd oznacza przyjęcie zdeterminowanej rzeczywistości, co stanowiło spór Leśniewskiego z Tadeuszem Kotarbińskim.
Współpracował z wieloma logikami warszawskimi. Powszechnie był uważany za indywidualność środowiska logicznego. Pisał niewiele prac, w dodatku wiele jego rękopisów uległo zniszczeniu w czasie II wojny światowej, w tym ostatnie, niedokończone prace na temat antynomii i logiki wielowartościowej. Niektóre wyniki tych prac zostały udostępnione przez Tarskiego i Bolesława Sobocińskiego.

## Ciekawostki
Ekstremalny rygor, który Leśniewski stosował w logice, był zakorzeniony w jego osobowości. Nie tolerował wyjątków od żadnej reguły, niezależnie od tego, czy reguła była rozsądna, czy nie. Po tym, jak jeden z jego wczesnych esejów z języka polskiego został złożony w druku z błędem ortograficznym w tytule ("środku" zamiast "środka"), zawsze cytował niepoprawny tytuł, ponieważ poprawienie go byłoby złamaniem zasady, że cytat musi być dosłowny i dokładny.
We wczesnych latach życia planował przetłumaczyć zawiły i polemiczny traktat Antona Marty'ego Untersuchungen zur Grundlegung der allgemeinen Grammatik und Sprachphilosophie [„Badania nad podstawami gramatyki ogólnej i filozofii języka”]. Nigdy nie wyszedł poza drugie słowo w tytule, "zur", które trudno mu było jednoznacznie przetłumaczyć ze względu na jego niuanse znaczeniowe.

## Wybrane dzieła
- Stanisław Leśniewski, "Über Funktionen, deren Felder Gruppen mit Rücksicht auf diese Funktionen sind", Fundamenta Mathematicae 1929, tom XIII, ss. 319-32.
- Stanisław Leśniewski, "Grundzüge eines neuen Systems der Grundlagen der Mathematik", Fundamenta Mathematicae 1929, tom XIV, ss. 1-81.
- Stanisław Leśniewski, "Über Funktionen, deren Felder Abelsche Gruppen in bezug auf diese Funktionen sind", Fundamenta Mathematicae 1929, tom XIV, ss. 242-51.
- Stanisław Leśniewski, Lecture Notes in Logic, Dordrecht, Kluwer, 1988.
- Stanisław Leśniewski, Collected Works, Dordrecht, Kluwer, 1992.
- Stanisław Leśniewski, Pisma zebrane. T. I-II, Warszawa, Semper, 2015.